# Gustave Lemaître
Pour les articles homonymes, voir Lemaître.
Gustave Lemaître, né le 26 avril 1860 à Marseille et mort en 1945 à Alger, est un peintre paysagiste et orientaliste français.

## Biographie
Gustave Lemaître naît en 1860 à Marseille, où il étudie les Beaux-Arts avant de poursuivre ses études à Paris avec Alexandre Cabanel, William Bouguereau et Tony Robert-Fleury.
Il expose tous les ans au Salon des Artistes français de 1882 à 1913.
Gustave Lemaître part en Afrique du Nord et s'installe à Alger dès 1910 où il expose à la Société des Artistes Algériens et Orientalistes jusqu'en 1921.
Il peint des jardins, des paysages symbolistes et le Maghreb.
Il gagne le prix Marie Bashkirtseff.
Gustave Lemaître meurt en 1945 à Alger.

## Œuvres
- Portrait d’Arthur Rostaing, préfet d’Alger, 1900/01
- Les Muses, paysage, effet du soir | Poésie des bois , vers 1885/90 https://www.alienor.org/collections/oeuvre/288041--les-muses-paysage-effet-du-soir-poesie-des-bois
- Port d’Alger
- Alger la blanche
- Vue de Menton
- Le Diamantaire, 1890
- Poésie des bois, 1896
- Garçon dans les prés